# 지난 전역
지난 전역(济南战役)은 제2차 국공 내전 도중 1948년 9월 16일에서 9월 24일에 일어난 전투다. 중공군 화동야전군이 산둥성의 중심 도시이자 주변 지역 보급 중심지로 당대 인구 60만의 도시였던 지난을 포위하고 함락시켰다. 해당 전투는 화이하이 전역으로 이어졌다. 지난 수비군은 천이가 이끄는 화동야전군이 도시 남쪽 철로를 장악한 1948년 여름에 고립됐다. 도시 방어 담당자는 왕야오우로 그는 정규 여단 9개, 경비 여단 5개, 10만에 이르는 특수 병력을 거느리고 있었다. 지난 전역에서의 패배 이후 왕야오우는 중공군에 포로로 끌려 갔다.